# Migros Museum für Gegenwartskunst

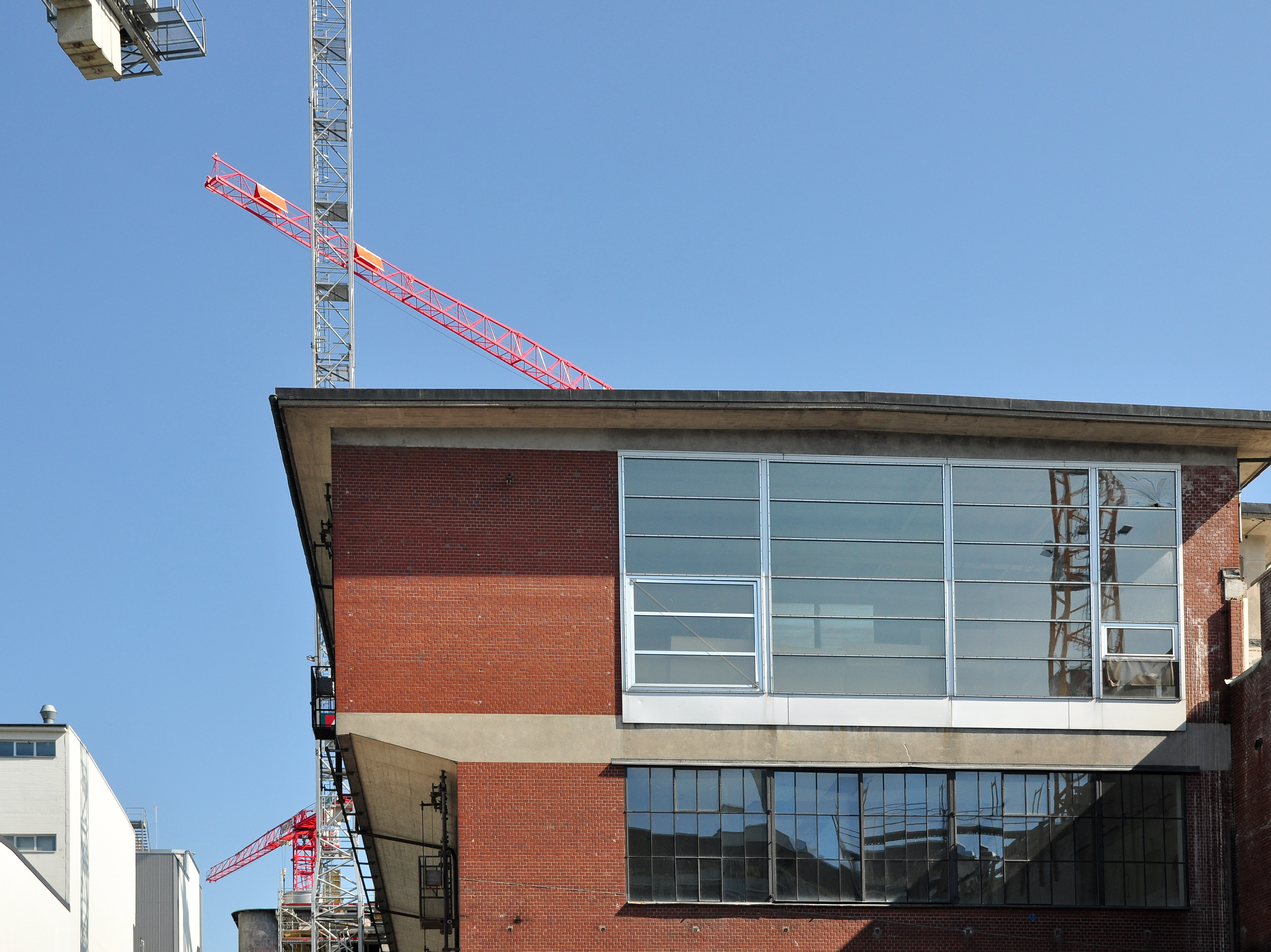
Migros Museum für Gegenwartskunst

Het Migros Museum für Gegenwartskunst is een museum voor hedendaagse kunst in Zürich, Zwitserland.

## Geschiedenis
Het museum is opgericht 1996 door Rein Wolfs en bevindt zich met de Kunsthalle Zürich en andere kunstinstellingen en galerieën in het zogenaamde Löwenbrau-gebouw. Het is een voortzetting van de voormalige Halle für Internationale neue Kunst (1978 tot 1981) en wordt gefinancierd uit fondsen van de Coöperatieve Handelsonderneming Migros die statutair 1%, het Kulturprozent, per jaar besteedt aan cultuur, waaronder het Migros Museum. Sinds 2001 wordt het museum geleid door Heike Munde.
De collectie van het museum omvat meer dan 1300 werken van 700 internationale en Zwitserse kunstenaars.